# Tolyphus bimaculatus
Tolyphus bimaculatus is een keversoort uit de familie glanzende bloemkevers (Phalacridae). De wetenschappelijke naam van de soort werd in 1963 gepubliceerd door Medvedev.